# Wilhelm Berlin
Pour les articles homonymes, voir Berlin (homonymie).
Wilhelm Otto Julius Berlin (28 avril 1889 à Cologne et mort le 15 septembre 1987 à Hambourg), est un General der Artillerie allemand au sein de la Heer dans la Wehrmacht pendant la Seconde Guerre mondiale.
Il a été récipiendaire de la croix de chevalier de la croix de fer. Cette décoration est attribuée en reconnaissance d'un acte d'une extrême bravoure ou d'un succès de commandement important du point de vue militaire.

## Biographie
Berlin rejoint le 12 mars 1909 le 14e régiment d'artillerie à pied en tant qu'aspirant issu du corps des cadets, où il est d'abord affecté à la 6e batterie, puis à la 1re. Du 1er octobre 1910 à janvier 1914, il est affecté à l'école combinée d'artillerie et du génie de Berlin-Charlottenbourg. Ensuite, du 1er février au 1er août 1914, Berlin étudie à l'Académie technique militaire, à laquelle il doit partir prématurément en raison du déclenchement de la Première Guerre mondiale.
Wilhelm Berlin est capturé par les troupes américaines en mai 1945 et reste en captivité jusqu'en 1947.

## Décorations
- Croix de fer (1914)
  - 2e classe (27 septembre 1914)
  - 1re classe (25 septembre 1916)
- Croix de chevalier de l'ordre royal de Hohenzollern avec glaives (27 septembre 1918)
- Croix d'honneur (21 décembre 1934)
- Agrafe de la croix de fer (1939)
  - 2e classe (23 décembre 1939)
  - 1re classe (20 mai 1940)
- Croix du Mérite de guerre avec glaives
  - 2e classe
  - 1re classe
- Ordre de la Croix de la Liberté 1re classe avec glaives (23 août 1942)
- Croix de chevalier de la croix de fer
  - Croix de chevalier le 6 mars 1944 en tant que generalleutnant et commandant de la 227. Infanterie-Division[1]
- Mentionné dans le bulletin radiophonique Wehrmachtbericht (12 février 1944)